# Thomas Rhett
Thomas Rhett Akins, Jr. (Valdosta, 30 de março de 1990) é um cantor e compositor norte-americano de música country.

## Biografia
Thomas Rhett Akins, Jr. nasceu em 30 de março de 1990 em Valdosta no estado da Geórgia sudeste dos Estados Unidos. Ele cresceu ouvindo Merle Haggard, Hank Williams, Led Zeppelin e os Rolling Stones. Rhett é filho do cantor e compositor Rhett Akins.

## Carreira
Em 2010, Rhett co-escreveu a canção "I Ain't Ready to Quit" de Jason Aldean's contida no álbum  My Kinda Party e assinou contrato com a gravadora Valory Music Group, subsidiária da Big Machine Records. Pelo final de 2012, lançou um extended play (EP), o epônimo Thomas Rhett, que contém as faixas "Something to Do With My Hands", "Beer With Jesus", "Whatcha Got In That Cup", "Make Me Wanna" e "Front Porch Junkies". Alcançou as terceira, vinte e quatro e 133ª posições nos gráficos estado-unidense Heatseekers Albums, Billboard Country Albums e Billboard 200, respectivamente.
"Something to Do with My Hands" foi lançado como primeiro single de divulgação. A composição situou-se nas décima quinta, 90ª e 93ª nas compilações Hot Country Songs, Canadian Hot 100 e Billboard Hot 100, respectivamente. "Beer with Jesus" lançado como segundo single, teve auge na colocação de número 28 da Hot Country Songs e atingiu a 118ª posição do Bubbling Under Hot 100 Singles.